# Marcos Leonel Pérez
Marcos Leonel Pérez (Rosario, Provincia de Santa Fe, Argentina, 10 de mayo de 1993) es un futbolista argentino. Juega como volante central y su primer equipo fue Newell's Old Boys. Actualmente milita en Club y Biblioteca Ramon Santamarina del Torneo Federal A.

## Trayectoria
Debutó en primera división en el año 2011 (siendo su DT Diego Cagna), en un partido correspondiente a la 14.ª fecha del torneo frente al Club Atlético Unión (Santa Fe).

## Clubes
| Club                        | País      | Año           | PJ | G |
| --------------------------- | --------- | ------------- | -- | - |
| Newell's Old Boys           | Argentina | 2011-2014     | 4  | 0 |
| Gimnasia y Esgrima de Jujuy | Argentina | 2014-2015     | 10 | 1 |
| Brown de Puerto Madryn      | Argentina | 2016-2017     | 23 | 0 |
| Sportivo Belgrano           | Argentina | 2017-2018     |    |   |
| Deportivo Madryn            | Argentina | 2018-presente |    |   |

## Palmarés

### Torneos nacionales
| Club              | País      | Año  | Torneo            |
| ----------------- | --------- | ---- | ----------------- |
| Newell's Old Boys | Argentina | 2013 | Torneo Final 2013 |